# وقفه دیجیتال
وقفه دیجیتال (انگلیسی: Digital Break) نام طرحی است که طی آن استفاده از گوشی های هوشمند در مدرسه ممنوع است. در فرانسه، ممنوعیت استفاده از گوشی‌های هوشمند در سرِ کلاسِ مدارس متوسطه از سال ۲۰۱۸ به‌ موجب این قانون تصویب شد.

## هدف
در مواجهه با خطرات دنیای دیجیتال برای کودکان در مدرسه و کمبود تمرکز، این طرح اجرایی شده است. از سوی دیگر این اقدامات به‌منظور مقابله با آزار و اذیت سایبری اتخاذ شده‌اند.

## تاریخچه
این طرح در کشورهای هلند، بلژیک، ایتالیا، فرانسه، مجارستان و یونان اجرا شده است.